# Sustainable Building Alliance
La SB Alliance es una iniciativa internacional sin fines de lucro promovida por la Unesco chair for sustainable Building y la iniciativa edificio y construcción sostenible del PNUMA.
LA SB Alliance Sustainable Building Alliance es una red de universidades, centros de investigación y desarrollo, y actores privados que se interesan en la convergencia de los sistemas de evaluación de la calidad medioambiental de las construcciones.

## Objetivos de la Sustainable Building Alliance (SB Alliance)
Los objetivos de la Sustainable Building Alliance SB Alliance son:
- Establecer un conjunto de indicadores clave para la evaluación medio ambiental de los edificios y las áreas urbanas.
- Compartir gastos para actividades de investigación y desarrollo en el ámbito de la construcción sustentable.
- Compartir un lenguaje común y facilitar el intercambio de datos.
- Encarar el desafío del cambio climático produciendo instrumentos cada vez más exigentes, mantener esta lógica mientras que el mercado lo pueda soportar, y comparar las diferencias entre los países participantes.

## Métodos de evaluación de la calidad medioambiental
- Australia: Nabers Archivado el 6 de mayo de 2009 en Wayback Machine. / Green Star

- Brazil: AQUA  / LEED Brasil

- Canada: LEED Canada / Green Globes

- China: GBAS

- España: PdC / BREEAM ES / VERDE / Perfil de Calidad

- Finland: PromisE

- France: HQE

- Germany: DGNB

- Hong Kong: HKBEEM

- India: LEED India/ TerriGriha

- Italy: Protocollo Itaca

- México: Leed México

- Portugal: Líder A

- Singapore: Green Mark

- United States: LEED/Green Globes

- United Kingdom: BREEAM

## Iniciativas internacionales
- IPCC Fourth Assessment Report
- UNEP and Climate change  Archivado el 22 de septiembre de 2008 en Wayback Machine.
- GHG Indicator
- Agenda 21
- FIDIC's PSM
- iiSBE's SBtool

## Normativa internacional
Los marcos descriptivos de los impactos medioambientales de las construcciones se están normalizando a nivel internacional:
- A nivel de la (ISO) International Organization for Standardization’s Technical Committee 59 (ISO TC59) - Building Construction.
- A nivel del comité europeo de normalización: European Committee for Standardization's CEN TC350 -Sustainability of Construction Works